# Saison 2019-2020 de la Juventus FC
Maillots
Chronologie
Saison précédente Saison suivante
La saison 2019-2020 de la Juventus FC voit le club engagé dans quatre compétitions : la Serie A, la Coupe d'Italie, la Ligue des champions et la Supercoupe d'Italie.

## Dates clés
- Le 12 mai 2019, la Juventus dévoile le nouveau maillot domicile pour la saison 2019-2020[1].

- Le 16 juin 2019, la Juventus annonce Maurizio Sarri comme nouvel entraîneur succédant à Massimiliano Allegri[2].

- Le 25 juillet 2019, la Juventus dévoile le nouveau maillot extérieur pour la saison 2019-2020[3].

- Le 6 août 2019, la Juventus dévoile le nouveau maillot third pour la saison 2019-2020[4].

- Le 30 octobre 2019, lors de la dixième journée du championnat contre le Genoa, la Juventus dévoile un quatrième maillot en collaboration avec la marque de skateboards et de vêtements, Palace[5].

- Le 22 décembre 2019, lors du match de la Supercoupe d'Italie 2019, la Juventus s'incline 1-3 contre la Lazio[6].

- Le 17 juin 2020, la Juventus s'incline 4-2 aux tirs au but contre Naples en finale de la Coupe d'Italie 2019-2020[7].

## Effectif de la saison
Ce tableau liste l'effectif professionnel de la Juventus FC pour la saison 2019-2020 (24 joueurs). 

## Transferts
Ce tableau liste les transferts estivaux et hivernaux de la Juventus FC pour la saison 2019-2020.
| Nationalité | Joueur              | Poste | Forme                                | Période         | Provenance/Destination | Division           | Date de l'officialisation | Référence |
| ----------- | ------------------- | ----- | ------------------------------------ | --------------- | ---------------------- | ------------------ | ------------------------- | --------- |
| Arrivées    |                     |       |                                      |                 |                        |                    |                           |           |
|             | Aaron Ramsey        | M     | Transfert libre                      | Mercato d'été   | Arsenal FC             | Premier League     | 11 / 02 / 2019            | [ 8 ]     |
|             | Luca Pellegrini     | D     | Transfert (22 M€)                    | Mercato d'été   | AS Rome                | Serie A            | 01 / 07 / 2019            | [ 9 ]     |
|             | Adrien Rabiot       | M     | Transfert libre                      | Mercato d'été   | Paris Saint-Germain    | Ligue 1            | 01 / 07 / 2019            | [ 10 ]    |
|             | Marko Pjaca         | A     | Fin de prêt                          | Mercato d'été   | ACF Fiorentina         | Serie A            | 01 / 07 / 2019            | [ 11 ]    |
|             | Gonzalo Higuaín     | A     | Fin de prêt                          | Mercato d'été   | Chelsea FC             | Premier League     | 01 / 07 / 2019            | [ 12 ]    |
|             | Gianluigi Buffon    | G     | Transfert libre                      | Mercato d'été   | Paris Saint-Germain    | Ligue 1            | 04 / 07 / 2019            | [ 13 ]    |
|             | Merih Demiral       | D     | Transfert (18 M€)                    | Mercato d'été   | US Sassuolo            | Serie A            | 05 / 07 / 2019            | [ 14 ]    |
|             | Cristian Romero     | D     | Transfert (26 M€)                    | Mercato d'été   | Genoa CFC              | Serie A            | 12 / 07 / 2019            | [ 15 ]    |
|             | Matthijs de Ligt    | D     | Transfert (75 M€)                    | Mercato d'été   | Ajax Amsterdam         | Eredivisie         | 18 / 07 / 2019            | [ 16 ]    |
|             | Danilo              | D     | Transfert (37 M€)                    | Mercato d'été   | Manchester City        | Premier League     | 07 / 08 / 2019            | [ 17 ]    |
|             | Dejan Kulusevski    | D     | Transfert (35 M€)                    | Mercato d'hiver | Atalanta Bergame       | Serie A            | 02 / 01 / 2020            | [ 18 ]    |
|             |                     |       |                                      |                 |                        |                    |                           |           |
| Départs     |                     |       |                                      |                 |                        |                    |                           |           |
|             | Andrea Barzagli     | D     | Fin de contrat                       | Mercato d'été   | Retraite               | Retraite           | 30 / 06 / 2019            | [ 19 ]    |
|             | Martín Cáceres      | D     | Fin de prêt                          | Mercato d'été   | SS Lazio               | Serie A            | 30 / 06 / 2019            | [ 20 ]    |
|             | Leonardo Spinazzola | D     | Transfert (29,5 M€)                  | Mercato d'été   | AS Rome                | Serie A            | 01 / 07 / 2019            | [ 9 ]     |
|             | Cristian Romero     | D     | Prêt                                 | Mercato d'été   | Genoa CFC              | Serie A            | 12 / 07 / 2019            | [ 15 ]    |
|             | Moise Kean          | A     | Transfert (27,5 M€) + Bonus (2,5 M€) | Mercato d'été   | Everton FC             | Premier League     | 04 / 08 / 2019            | [ 21 ]    |
|             | João Cancelo        | D     | Transfert (65 M€)                    | Mercato d'été   | Manchester City        | Premier League     | 07 / 08 / 2019            | [ 17 ]    |
|             | Luca Pellegrini     | D     | Prêt                                 | Mercato d'été   | Genoa CFC              | Serie A            | 19 / 08 / 2019            | [ 22 ]    |
|             | Mario Mandžukić     | A     | Transfert libre                      | Mercato d'hiver | Al-Duhail              | Qatar Stars League | 24 / 12 / 2019            | [ 23 ]    |
|             | Dejan Kulusevski    | D     | Prêt                                 | Mercato d'hiver | Parme FC               | Serie A            | 02 / 01 / 2020            | [ 18 ]    |
|             | Mattia Perin        | G     | Prêt                                 | Mercato d'hiver | Genoa CFC              | Serie A            | 02 / 01 / 2020            | [ 24 ]    |
|             | Marko Pjaca         | A     | Prêt                                 | Mercato d'hiver | RSC Anderlecht         | Division 1A        | 31 / 01 / 2020            | [ 25 ]    |
|             | Emre Can            | M     | Prêt (1 M€)                          | Mercato d'hiver | BVB Dortmund           | Bundesliga         | 31 / 01 / 2020            | [ 26 ]    |

## Contrats des joueurs
Ce tableau liste les contrats des joueurs de la Juventus FC pour la saison 2019-2020.

| Nationalité | Joueur                | Date d'arrivée   | Fin du contrat | Référence |
| ----------- | --------------------- | ---------------- | -------------- | --------- |
| Gardiens    |                       |                  |                |           |
|             | Wojciech Szczęsny     | 19 juillet 2017  | 30 juin 2024   | [ 27 ]    |
|             | Carlo Pinsoglio       | 1er juillet 2014 | 30 juin 2021   | [ 28 ]    |
|             | Gianluigi Buffon      | 4 juillet 2019   | 30 juin 2021   | [ 29 ]    |
| Défenseurs  |                       |                  |                |           |
|             | Mattia De Sciglio     | 20 juillet 2017  | 30 juin 2022   | [ 30 ]    |
|             | Giorgio Chiellini     | 1er juillet 2005 | 30 juin 2021   | [ 31 ]    |
|             | Matthijs de Ligt      | 18 juillet 2019  | 30 juin 2024   | [ 32 ]    |
|             | Alex Sandro           | 20 août 2015     | 30 juin 2023   | [ 33 ]    |
|             | Danilo                | 7 août 2019      | 30 juin 2024   | [ 34 ]    |
|             | Leonardo Bonucci      | 2 août 2018      | 30 juin 2024   | [ 35 ]    |
|             | Daniele Rugani        | 1er février 2015 | 30 juin 2024   | [ 36 ]    |
|             | Merih Demiral         | 5 juillet 2019   | 30 juin 2024   | [ 37 ]    |
| Milieux     |                       |                  |                |           |
|             | Miralem Pjanić        | 1er juillet 2016 | 30 juin 2023   | [ 38 ]    |
|             | Sami Khedira          | 1er juillet 2015 | 30 juin 2021   | [ 39 ]    |
|             | Aaron Ramsey          | 1er juillet 2019 | 30 juin 2023   | [ 40 ]    |
|             | Blaise Matuidi        | 18 août 2017     | 30 juin 2021   | [ 41 ]    |
|             | Adrien Rabiot         | 1er juillet 2019 | 30 juin 2023   | [ 42 ]    |
|             | Rodrigo Bentancur     | 1er juillet 2017 | 30 juin 2024   | [ 43 ]    |
| Attaquants  |                       |                  |                |           |
|             | Cristiano Ronaldo     | 10 juillet 2018  | 30 juin 2022   | [ 44 ]    |
|             | Paulo Dybala          | 1er juillet 2015 | 30 juin 2022   | [ 45 ]    |
|             | Douglas Costa         | 1er juillet 2018 | 30 juin 2022   | [ 46 ]    |
|             | Juan Cuadrado         | 1er juillet 2017 | 30 juin 2022   | [ 47 ]    |
|             | Gonzalo Higuaín       | 26 juillet 2016  | 30 juin 2021   | [ 48 ]    |
|             | Federico Bernardeschi | 24 juillet 2017  | 30 juin 2022   | [ 49 ]    |

## Maillots

### Maillots joueurs
Le maillot domicile, extérieur et third pour la saison 2019-2020 :
| Domicile · (2019-2020) |

| Extérieur · (2019-2020) |

| Third · (2019-2020) |

### Maillot collaboration
Le maillot en collaboration avec Palace Skateboards pour la saison 2019-2020 :
| Juve x Palace · (2019-2020) |

## Préparation d'avant-saison

### K League All-Star Game
| K League All-Star Game                          | K-League                             | 3 - 3   | Juventus FC                              |                                                                                                   |                                                                                                   |
| Vendredi 26 juillet 2019 20:50 KST - 13:50 CEST | Osmar 7e · Cesinha 44e · Taggart 49e | (2 - 1) | 11e Muratore · 77e Matuidi · 81e Pereira | Stade de la Coupe du monde de Séoul, Mapo-gu, Séoul Spectateurs : 66 000 Arbitrage : Kim Dong-Jin | Stade de la Coupe du monde de Séoul, Mapo-gu, Séoul Spectateurs : 66 000 Arbitrage : Kim Dong-Jin |
| Vendredi 26 juillet 2019 20:50 KST - 13:50 CEST | 42e Yoon                             |         | 40e Cancelo                              | Stade de la Coupe du monde de Séoul, Mapo-gu, Séoul Spectateurs : 66 000 Arbitrage : Kim Dong-Jin | Stade de la Coupe du monde de Séoul, Mapo-gu, Séoul Spectateurs : 66 000 Arbitrage : Kim Dong-Jin |

### International Champions Cup
| 1re journée                                     | Juventus FC                                             | 2 - 3       | Tottenham Hotspur FC                                     |                                                                                      |                                                                                      |
| Dimanche 21 juillet 2019 19:30 SST - 13:30 CEST | (Bernardeschi ) Higuaín 56e · (De Sciglio ) Ronaldo 60e | (0 - 1)     | 30e Lamela · 65e Lucas (Ndombele ) · 90+3e Kane (Lucas ) | Stade national de Singapour, Kallang Spectateurs : 50 443 Arbitrage : Ahmad A'Qashah | Stade national de Singapour, Kallang Spectateurs : 50 443 Arbitrage : Ahmad A'Qashah |
| Dimanche 21 juillet 2019 19:30 SST - 13:30 CEST |                                                         | 44e Parrott |                                                          | Stade national de Singapour, Kallang Spectateurs : 50 443 Arbitrage : Ahmad A'Qashah | Stade national de Singapour, Kallang Spectateurs : 50 443 Arbitrage : Ahmad A'Qashah |

| 2e journée                                      | Juventus FC                                               | 1 - 1 4 - 3 t. a. b. | Inter Milan                                           | | |
| Mercredi 24 juillet 2019 19:30 CST - 13:30 CEST | Ronaldo 68e                                               | (0 - 1)              | 10e (csc) de Ligt                                     | Stade du Centre sportif olympique de Nankin, Nankin, Jiangsu, Spectateurs : 48 646 Arbitrage : Zhang Lei | Stade du Centre sportif olympique de Nankin, Nankin, Jiangsu, Spectateurs : 48 646 Arbitrage : Zhang Lei |
| Mercredi 24 juillet 2019 19:30 CST - 13:30 CEST | Bonucci 53e                                               |                      | 41e D'Ambrosio ·                                      | Stade du Centre sportif olympique de Nankin, Nankin, Jiangsu, Spectateurs : 48 646 Arbitrage : Zhang Lei | Stade du Centre sportif olympique de Nankin, Nankin, Jiangsu, Spectateurs : 48 646 Arbitrage : Zhang Lei |
| Mercredi 24 juillet 2019 19:30 CST - 13:30 CEST | Cancelo · Ronaldo · Can · Rabiot · Bernardeschi · Demiral | Tirs au but 4 - 3    | Ranocchia · Pușcaș · Longo · Mário · Barella · Valero | Stade du Centre sportif olympique de Nankin, Nankin, Jiangsu, Spectateurs : 48 646 Arbitrage : Zhang Lei | Stade du Centre sportif olympique de Nankin, Nankin, Jiangsu, Spectateurs : 48 646 Arbitrage : Zhang Lei |

| 3e journée                     | Atlético de Madrid             | 2 - 1   | Juventus FC |                                                                                          |                                                                                          |
| Samedi 10 août 2019 18:00 CEST | (Félix ) Lemar 24e · Félix 33e | (2 - 1) | Khedira 29e | Friends Arena, Solna, Comté de Stockholm Spectateurs : 49 752 Arbitrage : Andreas Ekberg | Friends Arena, Solna, Comté de Stockholm Spectateurs : 49 752 Arbitrage : Andreas Ekberg |
| Samedi 10 août 2019 18:00 CEST | Vitolo 69e · Correa 83e        |         |             | Friends Arena, Solna, Comté de Stockholm Spectateurs : 49 752 Arbitrage : Andreas Ekberg | Friends Arena, Solna, Comté de Stockholm Spectateurs : 49 752 Arbitrage : Andreas Ekberg |

### Match amical
| Match amical                   | US Triestina | 0 - 1   | Juventus FC |                                                      |                                                      |
| Samedi 17 août 2019 20:30 CEST |              | (0 - 1) | 38e Dybala  | Stade Nereo-Rocco, Trieste Arbitrage : Luca Zufferli | Stade Nereo-Rocco, Trieste Arbitrage : Luca Zufferli |

## Compétitions

### Serie A

#### Compositions des matchs aller
| Match                                  | Joueurs titulaires | Joueurs entrés en cours de jeu                   |                                   | Match | Joueurs titulaires                           | Joueurs entrés en cours de jeu |
| -------------------------------------- | --- | ------------------------------------------------ | --------------------------------- | --- | -------------------------------------------- | ------------------------------ |
| Parme Calcio - Juventus FC 4-3-3       | Szczęsny De Sciglio - Bonucci - Chiellini - Alex Sandro Khedira (63e) - Pjanić - Matuidi Douglas Costa (71e) - Higuaín (83e) - Ronaldo | Rabiot (63e) Cuadrado (71e) Bernardeschi (83e)   | Juventus FC - SSC Naples 4-3-3    | Szczęsny De Sciglio (15e) - Bonucci - de Ligt - Alex Sandro Khedira (60e) - Pjanić - Matuidi Douglas Costa - Higuaín (76e) - Ronaldo | Danilo (15e) Can (60e) Dybala (76e)          |                                |
|                                        | |                                                  |                                   | |                                              |                                |
| ACF Fiorentina - Juventus FC 4-4-2     | Szczęsny Danilo (62e) - Bonucci - de Ligt - Alex Sandro Douglas Costa (8e) - Khedira - Pjanić (44e) - Matuidi Higuaín - Ronaldo        | Bernardeschi (8e) Bentancur (44e) Cuadrado (62e) | Juventus FC - Hellas Vérone 4-3-3 | Buffon Danilo - Demiral - Bonucci - Alex Sandro Ramsey (61e) - Bentancur (51e) - Matuidi Cuadrado - Dybala (72e) - Ronaldo           | Pjanić (51e) Khedira (61e) Higuaín (72e)     |                                |
|                                        | |                                                  |                                   | |                                              |                                |
| Brescia Calcio - Juventus FC 4-1-2-1-2 | Szczęsny Danilo (19e) - Bonucci - de Ligt - Alex Sandro Pjanić Khedira - Rabiot Ramsey (69e) Dybala (80e) - Higuaín                    | Cuadrado (19e) Bernardeschi (69e) Matuidi (80e)  | Juventus FC - SPAL 4-1-2-1-2      | Buffon Cuadrado - Bonucci - de Ligt - Matuidi Pjanić Khedira (61e) - Rabiot (77e) Ramsey (65e) Dybala - Ronaldo                      | Can (61e) Bernardeschi (65e) Bentancur (77e) |                                |

#### Matchs aller
| 1re journée                    | Parme Calcio                 | 0 - 1   | Juventus FC                                   |                                                                           |                                                                           |
| Samedi 24 août 2019 18:00 CEST |                              | (0 - 1) | 21e Chiellini (Alex Sandro )                  | Stade Ennio-Tardini, Parme Spectateurs : 20 073 Arbitrage : Fabio Maresca | Stade Ennio-Tardini, Parme Spectateurs : 20 073 Arbitrage : Fabio Maresca |
| Samedi 24 août 2019 18:00 CEST | Kulusevski 27e · Hernani 45e | Rapport | 53e Khedira · 88e Bernardeschi · 90+1e Pjanić | Stade Ennio-Tardini, Parme Spectateurs : 20 073 Arbitrage : Fabio Maresca | Stade Ennio-Tardini, Parme Spectateurs : 20 073 Arbitrage : Fabio Maresca |

| 2e journée                     | Juventus FC                                                                                      | 4 - 3   | SSC Naples                                                                      |                                                                        |                                                                        |
| Samedi 31 août 2019 20:45 CEST | (Douglas Costa ) Danilo 16e · Higuaín 19e · (Douglas Costa ) Ronaldo 62e · Koulibaly 90+2e (csc) | (2 - 0) | 66e Manolas (Mário Rui ) · 68e Lozano (Zieliński ) · 81e Di Lorenzo (Callejón ) | Allianz Stadium, Turin Spectateurs : 39 203 Arbitrage : Daniele Orsato | Allianz Stadium, Turin Spectateurs : 39 203 Arbitrage : Daniele Orsato |
| Samedi 31 août 2019 20:45 CEST | Matuidi 52e · Alex Sandro 80e · Douglas Costa 83e                                                | Rapport | 40e Ghoulam · 44e Di Lorenzo · 90+1e Elmas                                      | Allianz Stadium, Turin Spectateurs : 39 203 Arbitrage : Daniele Orsato | Allianz Stadium, Turin Spectateurs : 39 203 Arbitrage : Daniele Orsato |

| 3e journée                          | ACF Fiorentina                             | 0 - 0   | Juventus FC                              |                                                                                      |                                                                                      |
| Samedi 14 septembre 2019 15:00 CEST |                                            | (0 - 0) |                                          | Stade Artemio-Franchi, Florence Spectateurs : 40 312 Arbitrage : Massimiliano Irrati | Stade Artemio-Franchi, Florence Spectateurs : 40 312 Arbitrage : Massimiliano Irrati |
| Samedi 14 septembre 2019 15:00 CEST | Cáceres 10e · Chiesa 37e · Castrovilli 77e | Rapport | 14e Pjanić · 46e de Ligt · 82e Bentancur | Stade Artemio-Franchi, Florence Spectateurs : 40 312 Arbitrage : Massimiliano Irrati | Stade Artemio-Franchi, Florence Spectateurs : 40 312 Arbitrage : Massimiliano Irrati |

| 4e journée                          | Juventus FC                                | 2 - 1   | Hellas Vérone                                    |                                                                           |                                                                           |
| Samedi 21 septembre 2019 18:00 CEST | (Ronaldo ) Ramsey 31e · Ronaldo 49e (pen.) | (1 - 1) | 21e Miguel Veloso                                | Allianz Stadium, Turin Spectateurs : 39 945 Arbitrage : Federico La Penna | Allianz Stadium, Turin Spectateurs : 39 945 Arbitrage : Federico La Penna |
| Samedi 21 septembre 2019 18:00 CEST |                                            | Rapport | 16e, 90+4e Kumbulla · 28e Rrahmani · 34e Faraoni | Allianz Stadium, Turin Spectateurs : 39 945 Arbitrage : Federico La Penna | Allianz Stadium, Turin Spectateurs : 39 945 Arbitrage : Federico La Penna |

| 5e journée                         | Brescia Calcio          | 1 - 2   | Juventus FC                            |                                                                                 |                                                                                 |
| Mardi 24 septembre 2019 21:00 CEST | (Rômulo ) Donnarumma 4e | (1 - 1) | 90+2e (csc) Chancellor · 63e Pjanić    | Stade Mario-Rigamonti, Brescia Spectateurs : 18 500 Arbitrage : Fabrizio Pasqua | Stade Mario-Rigamonti, Brescia Spectateurs : 18 500 Arbitrage : Fabrizio Pasqua |
| Mardi 24 septembre 2019 21:00 CEST | Cistana 79e             | Rapport | 7e Khedira · 41e Bonucci · 56e de Ligt | Stade Mario-Rigamonti, Brescia Spectateurs : 18 500 Arbitrage : Fabrizio Pasqua | Stade Mario-Rigamonti, Brescia Spectateurs : 18 500 Arbitrage : Fabrizio Pasqua |

| 6e journée                          | Juventus FC                                   | 2 - 0   | SPAL                   |                                                                         |                                                                         |
| Samedi 28 septembre 2019 15:00 CEST | (Khedira ) Pjanić 45e · (Dybala ) Ronaldo 78e | (1 - 0) |                        | Allianz Stadium, Turin Spectateurs : 38 995 Arbitrage : Marco Piccinini | Allianz Stadium, Turin Spectateurs : 38 995 Arbitrage : Marco Piccinini |
| Samedi 28 septembre 2019 15:00 CEST | Khedira 32e · Can 90+2e                       | Rapport | 55e Igor · 82e Petagna | Allianz Stadium, Turin Spectateurs : 38 995 Arbitrage : Marco Piccinini | Allianz Stadium, Turin Spectateurs : 38 995 Arbitrage : Marco Piccinini |

| 7e journée                         | Inter Milan                 | 1 - 2   | Juventus FC                                    |                                                                               |                                                                               |
| Dimanche 6 octobre 2019 20:45 CEST | Lautaro Martínez 18e (pen.) | (1 - 1) | 4e Dybala (Pjanić ) · 80e Higuaín (Bentancur ) | Stade Giuseppe-Meazza, Milan Spectateurs : 75 923 Arbitrage : Gianluca Rocchi | Stade Giuseppe-Meazza, Milan Spectateurs : 75 923 Arbitrage : Gianluca Rocchi |
| Dimanche 6 octobre 2019 20:45 CEST | Vecino 88e · Barella 90e    | Rapport | 13e Alex Sandro · 84e Can · 85e Pjanić         | Stade Giuseppe-Meazza, Milan Spectateurs : 75 923 Arbitrage : Gianluca Rocchi | Stade Giuseppe-Meazza, Milan Spectateurs : 75 923 Arbitrage : Gianluca Rocchi |

| 8e journée                        | Juventus FC                | 2 - 1   | Bologne FC                            |                                                                             |                                                                             |
| Samedi 19 octobre 2019 20:45 CEST | Ronaldo 19e · Pjanić 54e   | (1 - 1) | 26e Danilo (Mbaye )                   | Allianz Stadium, Turin Spectateurs : 40 461 Arbitrage : Massimiliano Irrati | Allianz Stadium, Turin Spectateurs : 40 461 Arbitrage : Massimiliano Irrati |
| Samedi 19 octobre 2019 20:45 CEST | Rabiot 29e · Bentancur 70e | Rapport | 22e Sansone · 84e Danilo · 90+5e Bani | Allianz Stadium, Turin Spectateurs : 40 461 Arbitrage : Massimiliano Irrati | Allianz Stadium, Turin Spectateurs : 40 461 Arbitrage : Massimiliano Irrati |

| 9e journée                        | US Lecce                                                    | 1 - 1   | Juventus FC       |                                                                         |                                                                         |
| Samedi 26 octobre 2019 15:00 CEST | Mancosu 56e (pen.)                                          | (0 - 0) | 50e (pen.) Dybala | Stade Via del Mare, Lecce Spectateurs : 26 591 Arbitrage : Paolo Valeri | Stade Via del Mare, Lecce Spectateurs : 26 591 Arbitrage : Paolo Valeri |
| Samedi 26 octobre 2019 15:00 CEST | Calderoni 13e · Rossettini 18e · Mancosu 75e · Lapadula 87e | Rapport | 79e Bernardeschi  | Stade Via del Mare, Lecce Spectateurs : 26 591 Arbitrage : Paolo Valeri | Stade Via del Mare, Lecce Spectateurs : 26 591 Arbitrage : Paolo Valeri |

| 10e journée                        | Juventus FC                                                | 2 - 1   | Genoa CFC                                    |                                                                      |                                                                      |
| Mercredi 30 octobre 2019 21:00 CET | (Bentancur ) Bonucci 36e · Ronaldo 90+6e (pen.)            | (1 - 1) | 40e Kouamé (Agudelo )                        | Allianz Stadium, Turin Spectateurs : 39 115 Arbitrage : Antonio Giua | Allianz Stadium, Turin Spectateurs : 39 115 Arbitrage : Antonio Giua |
| Mercredi 30 octobre 2019 21:00 CET | Bentancur 28e · Rugani 38e · Rabiot 76e, 87e · Bonucci 89e | Rapport | 4e, 51e Cassata · 56e Pandev · 57e Marchetti | Allianz Stadium, Turin Spectateurs : 39 115 Arbitrage : Antonio Giua | Allianz Stadium, Turin Spectateurs : 39 115 Arbitrage : Antonio Giua |

| 11e journée                      | Torino FC                                            | 0 - 1   | Juventus FC                  |                                                                                      |                                                                                      |
| Samedi 2 novembre 2019 20:45 CET |                                                      | (0 - 0) | 40e de Ligt (Higuaín )       | Stade olympique Grande Torino, Turin Spectateurs : 26 664 Arbitrage : Daniele Doveri | Stade olympique Grande Torino, Turin Spectateurs : 26 664 Arbitrage : Daniele Doveri |
| Samedi 2 novembre 2019 20:45 CET | Aina 44e · Ansaldi 63e · Baselli 68e · Belotti 90+3e | Rapport | 54e Bentancur · 57e Cuadrado | Stade olympique Grande Torino, Turin Spectateurs : 26 664 Arbitrage : Daniele Doveri | Stade olympique Grande Torino, Turin Spectateurs : 26 664 Arbitrage : Daniele Doveri |

| 12e journée                         | Juventus FC           | 1 - 0   | AC Milan                                                                  |                                                                       |                                                                       |
| Dimanche 10 novembre 2019 20:45 CET | (Higuaín ) Dybala 77e | (0 - 0) |                                                                           | Allianz Stadium, Turin Spectateurs : 40 478 Arbitrage : Fabio Maresca | Allianz Stadium, Turin Spectateurs : 40 478 Arbitrage : Fabio Maresca |
| Dimanche 10 novembre 2019 20:45 CET | Cuadrado 56e          | Rapport | 40e Krunić · 45e Bennacer · 89e Hernandez · 90+1e Çalhanoğlu · 90+1e Suso | Allianz Stadium, Turin Spectateurs : 40 478 Arbitrage : Fabio Maresca | Allianz Stadium, Turin Spectateurs : 40 478 Arbitrage : Fabio Maresca |

| 13e journée                       | Atalanta Bergame                                                         | 1 - 3   | Juventus FC                                                               |                                                                                         |                                                                                         |
| Samedi 23 novembre 2019 15:00 CET | (Barrow ) Gosens 56e                                                     | (0 - 0) | 74e Higuaín (Pjanić ) · 82e Higuaín (Cuadrado ) · 90+2e Dybala (Higuaín ) | Stade Atleti Azzurri d'Italia, Bergame Spectateurs : 20 899 Arbitrage : Gianluca Rocchi | Stade Atleti Azzurri d'Italia, Bergame Spectateurs : 20 899 Arbitrage : Gianluca Rocchi |
| Samedi 23 novembre 2019 15:00 CET | Palomino 10e · Freuler 41e · Gosens 45e · Rafael Tolói 61e · Gollini 82e | Rapport | 7e Higuaín · 27e Dybala · 45+2e Cuadrado                                  | Stade Atleti Azzurri d'Italia, Bergame Spectateurs : 20 899 Arbitrage : Gianluca Rocchi | Stade Atleti Azzurri d'Italia, Bergame Spectateurs : 20 899 Arbitrage : Gianluca Rocchi |

| 14e journée                          | Juventus FC                                   | 2 - 2   | US Sassuolo                                                               |                                                                           |                                                                           |
| Dimanche 1er décembre 2019 12:30 CET | (Bentancur ) Bonucci 20e · Ronaldo 68e (pen.) | (1 - 1) | 22e Boga (Caputo ) · 47e Caputo                                           | Allianz Stadium, Turin Spectateurs : 40 597 Arbitrage : Federico La Penna | Allianz Stadium, Turin Spectateurs : 40 597 Arbitrage : Federico La Penna |
| Dimanche 1er décembre 2019 12:30 CET | Pjanić 88e                                    | Rapport | 39e Đuričić · 65e Locatelli · 78e Toljan · 81e Kyriakópoulos · 87e Müldür | Allianz Stadium, Turin Spectateurs : 40 597 Arbitrage : Federico La Penna | Allianz Stadium, Turin Spectateurs : 40 597 Arbitrage : Federico La Penna |

| 15e journée                      | SS Lazio                                                                                 | 3 - 1   | Juventus FC                                           |                                                                               |                                                                               |
| Samedi 7 décembre 2019 20:45 CET | (Luis Alberto ) Luiz Felipe 45+1e · (Luis Alberto ) Milinković-Savić 74e · Caicedo 90+5e | (1 - 1) | 25e Ronaldo (Bentancur )                              | Stade olympique de Rome, Rome Spectateurs : 65 000 Arbitrage : Michael Fabbri | Stade olympique de Rome, Rome Spectateurs : 65 000 Arbitrage : Michael Fabbri |
| Samedi 7 décembre 2019 20:45 CET | Luis Alberto 6e · Lazzari 63e · Lucas Leiva 86e · Caicedo 90+6e                          | Rapport | 11e Pjanić · 37e Dybala · 69e Cuadrado · 77e Szczęsny | Stade olympique de Rome, Rome Spectateurs : 65 000 Arbitrage : Michael Fabbri | Stade olympique de Rome, Rome Spectateurs : 65 000 Arbitrage : Michael Fabbri |

| 16e journée                         | Juventus FC                                                  | 3 - 1   | Udinese Calcio |                                                                         |                                                                         |
| Dimanche 15 décembre 2019 15:00 CET | Ronaldo 9e · (Higuaín ) Ronaldo 37e · (Demiral ) Bonucci 45e | (3 - 0) | 90+4e Pussetto | Allianz Stadium, Turin Spectateurs : 39 127 Arbitrage : Fabrizio Pasqua | Allianz Stadium, Turin Spectateurs : 39 127 Arbitrage : Fabrizio Pasqua |
| Dimanche 15 décembre 2019 15:00 CET | Dybala 21e · Bentancur 90+5e                                 | Rapport | 40e Nuytinck   | Allianz Stadium, Turin Spectateurs : 39 127 Arbitrage : Fabrizio Pasqua | Allianz Stadium, Turin Spectateurs : 39 127 Arbitrage : Fabrizio Pasqua |

| 17e journée                         | UC Sampdoria                                                  | 1 - 2   | Juventus FC                                            |                                                                              |                                                                              |
| Mercredi 18 décembre 2019 18:55 CET | Caprari 35e                                                   | (1 - 2) | 19e Dybala (Alex Sandro ) · 45e Ronaldo (Alex Sandro ) | Stade Luigi-Ferraris, Gênes Spectateurs : 23 136 Arbitrage : Gianluca Rocchi | Stade Luigi-Ferraris, Gênes Spectateurs : 23 136 Arbitrage : Gianluca Rocchi |
| Mercredi 18 décembre 2019 18:55 CET | Jankto 43e · Murillo 61e · Caprari 76e, 90+2e · Ramírez 90+6e | Rapport | 59e Pjanić · 76e Demiral                               | Stade Luigi-Ferraris, Gênes Spectateurs : 23 136 Arbitrage : Gianluca Rocchi | Stade Luigi-Ferraris, Gênes Spectateurs : 23 136 Arbitrage : Gianluca Rocchi |

| 18e journée                       | Juventus FC                                                                              | 4 - 0   | Cagliari Calcio |                                                                          |                                                                          |
| Dimanche 5 janvier 2020 15:00 CET | Ronaldo 49e · Ronaldo 67e (pen.) · (Ronaldo ) Higuaín 81e · (Douglas Costa ) Ronaldo 82e | (0 - 0) |                 | Allianz Stadium, Turin Spectateurs : 40 598 Arbitrage : Piero Giacomelli | Allianz Stadium, Turin Spectateurs : 40 598 Arbitrage : Piero Giacomelli |
| Dimanche 5 janvier 2020 15:00 CET | Rabiot 41e                                                                               | Rapport | 48e João Pedro  | Allianz Stadium, Turin Spectateurs : 40 598 Arbitrage : Piero Giacomelli | Allianz Stadium, Turin Spectateurs : 40 598 Arbitrage : Piero Giacomelli |

| 19e journée                        | AS Rome                                                                                | 1 - 2   | Juventus FC                             |                                                                            |                                                                            |
| Dimanche 12 janvier 2020 20:45 CET | 68e (pen.) Perotti                                                                     | (0 - 2) | Demiral 3e · Ronaldo 10e (pen.)         | Stade olympique de Rome, Rome Spectateurs : 60 513 Arbitrage : Marco Guida | Stade olympique de Rome, Rome Spectateurs : 60 513 Arbitrage : Marco Guida |
| Dimanche 12 janvier 2020 20:45 CET | Veretout 9e · Kolarov 15e · Mancini 26e · Cristante 82e · Kalinić 83e · Florenzi 90+4e | Rapport | 12e Pjanić · 32e de Ligt · 45e Cuadrado | Stade olympique de Rome, Rome Spectateurs : 60 513 Arbitrage : Marco Guida | Stade olympique de Rome, Rome Spectateurs : 60 513 Arbitrage : Marco Guida |

#### Matchs retour
| 20e journée                        | Juventus FC                                    | 2 - 1   | Parme Calcio                 |                                                                        |                                                                        |
| Dimanche 19 janvier 2020 20:45 CET | (Matuidi ) Ronaldo 43e · (Dybala ) Ronaldo 58e | (1 - 0) | 55e Cornelius (Scozzarella ) | Allianz Stadium, Turin Spectateurs : 37 790 Arbitrage : Marco Di Bello | Allianz Stadium, Turin Spectateurs : 37 790 Arbitrage : Marco Di Bello |
| Dimanche 19 janvier 2020 20:45 CET |                                                | Rapport | 71e Kurtić                   | Allianz Stadium, Turin Spectateurs : 37 790 Arbitrage : Marco Di Bello | Allianz Stadium, Turin Spectateurs : 37 790 Arbitrage : Marco Di Bello |

| 21e journée                        | SSC Naples                                   | 2 - 1   | Juventus FC                                                                 |                                                                           |                                                                           |
| Dimanche 26 janvier 2020 20:45 CET | Zieliński 63e · (José Callejón ) Insigne 86e | (0 - 0) | 90e Ronaldo (Bentancur )                                                    | Stade San Paolo, Naples Spectateurs : 39 111 Arbitrage : Maurizio Mariani | Stade San Paolo, Naples Spectateurs : 39 111 Arbitrage : Maurizio Mariani |
| Dimanche 26 janvier 2020 20:45 CET | Demme 30e · Hysaj 76e                        | Rapport | 61e Bentancur · 70e Rabiot · 81e Bernardeschi · 85e de Ligt · 90+3e Ronaldo | Stade San Paolo, Naples Spectateurs : 39 111 Arbitrage : Maurizio Mariani | Stade San Paolo, Naples Spectateurs : 39 111 Arbitrage : Maurizio Mariani |

| 22e journée                       | Juventus FC                                                       | 3 - 0   | ACF Fiorentina                                           |                                                                         |                                                                         |
| Dimanche 2 février 2020 12:30 CET | Ronaldo 40e (pen.) · Ronaldo 80e (pen.) · (Dybala ) de Ligt 90+1e | (1 - 0) |                                                          | Allianz Stadium, Turin Spectateurs : 39 408 Arbitrage : Fabrizio Pasqua | Allianz Stadium, Turin Spectateurs : 39 408 Arbitrage : Fabrizio Pasqua |
| Dimanche 2 février 2020 12:30 CET | Bonucci 35e                                                       | Rapport | 33e Chiesa · 39e Pezzella · 50e Ghezzal · 80e Ceccherini | Allianz Stadium, Turin Spectateurs : 39 408 Arbitrage : Fabrizio Pasqua | Allianz Stadium, Turin Spectateurs : 39 408 Arbitrage : Fabrizio Pasqua |

| 23e journée                     | Hellas Vérone                   | 2 - 1   | Juventus FC                                |                                                                                   |                                                                                   |
| Samedi 8 février 2020 20:45 CET | Borini 76e · Pazzini 86e (pen.) | (0 - 0) | 65e Ronaldo (Bentancur )                   | Stade Marcantonio-Bentegodi, Vérone Spectateurs : 28 654 Arbitrage : Davide Massa | Stade Marcantonio-Bentegodi, Vérone Spectateurs : 28 654 Arbitrage : Davide Massa |
| Samedi 8 février 2020 20:45 CET | Lazović 39e · Pessina 41e       | Rapport | 20e Alex Sandro · 75e Dybala · 85e Bonucci | Stade Marcantonio-Bentegodi, Vérone Spectateurs : 28 654 Arbitrage : Davide Massa | Stade Marcantonio-Bentegodi, Vérone Spectateurs : 28 654 Arbitrage : Davide Massa |

| 24e journée                        | Juventus FC                               | 2 - 0   | Brescia Calcio    |                                                                        |                                                                        |
| Dimanche 16 février 2020 15:00 CET | Dybala 38e · (Matuidi ) Cuadrado 75e      | (1 - 0) |                   | Allianz Stadium, Turin Spectateurs : 40 841 Arbitrage : Daniele Chiffi | Allianz Stadium, Turin Spectateurs : 40 841 Arbitrage : Daniele Chiffi |
| Dimanche 16 février 2020 15:00 CET | Bonucci 19e · Higuaín 43e · Bentancur 64e | Rapport | 33e, 37e Kumbulla | Allianz Stadium, Turin Spectateurs : 40 841 Arbitrage : Daniele Chiffi | Allianz Stadium, Turin Spectateurs : 40 841 Arbitrage : Daniele Chiffi |

| 25e journée                      | SPAL                                                     | 1 - 2   | Juventus FC                                    |                                                                               |                                                                               |
| Samedi 22 février 2020 18:00 CET | Petagna 69e (pen.)                                       | (0 - 1) | 39e Ronaldo (Cuadrado ) · 60e Ramsey (Dybala ) | Stade Paolo-Mazza, Ferrare Spectateurs : 15 262 Arbitrage : Federico La Penna | Stade Paolo-Mazza, Ferrare Spectateurs : 15 262 Arbitrage : Federico La Penna |
| Samedi 22 février 2020 18:00 CET | Valoti 19e · Zukanović 45+1e · Espeto 88e · Cionek 90+1e | Rapport | 78e Matuidi · 90e Danilo                       | Stade Paolo-Mazza, Ferrare Spectateurs : 15 262 Arbitrage : Federico La Penna | Stade Paolo-Mazza, Ferrare Spectateurs : 15 262 Arbitrage : Federico La Penna |

| 26e journée                    | Juventus FC                                  | 2 - 0   | Inter Milan                                            |                                                                            |                                                                            |
| Dimanche 8 mars 2020 20:45 CET | (Ronaldo ) Ramsey 54e · (Ramsey ) Dybala 67e | (0 - 0) |                                                        | Allianz Stadium, Turin Spectateurs : 0 (Huis clos) Arbitrage : Marco Guida | Allianz Stadium, Turin Spectateurs : 0 (Huis clos) Arbitrage : Marco Guida |
| Dimanche 8 mars 2020 20:45 CET | Ronaldo 87e                                  | Rapport | 63e Škriniar · 71e Vecino · 79e Brozović · 79e Padelli | Allianz Stadium, Turin Spectateurs : 0 (Huis clos) Arbitrage : Marco Guida | Allianz Stadium, Turin Spectateurs : 0 (Huis clos) Arbitrage : Marco Guida |

| 27e journée                   | Bologne FC  | 0 - 2   | Juventus FC                                        |                                                                                        |                                                                                        |
| Lundi 22 juin 2020 21:45 CEST |             | (0 - 2) | 23e (pen.) Ronaldo · 36e Dybala (Bernardeschi )    | Stade Renato-Dall'Ara, Bologne Spectateurs : 0 (Huis clos) Arbitrage : Gianluca Rocchi | Stade Renato-Dall'Ara, Bologne Spectateurs : 0 (Huis clos) Arbitrage : Gianluca Rocchi |
| Lundi 22 juin 2020 21:45 CEST | Soriano 35e | Rapport | 66e De Sciglio · 69e Bentancur · 82e, 90+1e Danilo | Stade Renato-Dall'Ara, Bologne Spectateurs : 0 (Huis clos) Arbitrage : Gianluca Rocchi | Stade Renato-Dall'Ara, Bologne Spectateurs : 0 (Huis clos) Arbitrage : Gianluca Rocchi |

| 28e journée                      | Juventus FC                                                                             | 4 - 0   | US Lecce    |                                                                                |                                                                                |
| Vendredi 26 juin 2020 21:45 CEST | (Ronaldo ) Dybala 53e · Ronaldo 62e (pen.) · Higuaín 83e · (Douglas Costa ) de Ligt 85e | (0 - 0) |             | Allianz Stadium, Turin Spectateurs : 0 (Huis clos) Arbitrage : Marco Piccinini | Allianz Stadium, Turin Spectateurs : 0 (Huis clos) Arbitrage : Marco Piccinini |
| Vendredi 26 juin 2020 21:45 CEST | Bentancur 38e                                                                           | Rapport | 31e Lucioni | Allianz Stadium, Turin Spectateurs : 0 (Huis clos) Arbitrage : Marco Piccinini | Allianz Stadium, Turin Spectateurs : 0 (Huis clos) Arbitrage : Marco Piccinini |

| 29e journée                   | Genoa CFC                                                          | 1 - 3   | Juventus FC                                                                  |                                                                                         |                                                                                         |
| Mardi 30 juin 2020 21:45 CEST |                                                                    | (0 - 0) | 50e Dybala (Cuadrado ) · 56e Ronaldo (Pjanić ) · 73e Douglas Costa (Dybala ) | Stade Luigi-Ferraris, Gênes Spectateurs : 0 (Huis clos) Arbitrage : Giampaolo Calvarese | Stade Luigi-Ferraris, Gênes Spectateurs : 0 (Huis clos) Arbitrage : Giampaolo Calvarese |
| Mardi 30 juin 2020 21:45 CEST | Favilli 7e · Schöne 33e · Sturaro 58e · Cassata 70e · Masiello 80e | Rapport | 45+1e Bonucci                                                                | Stade Luigi-Ferraris, Gênes Spectateurs : 0 (Huis clos) Arbitrage : Giampaolo Calvarese | Stade Luigi-Ferraris, Gênes Spectateurs : 0 (Huis clos) Arbitrage : Giampaolo Calvarese |

| 30e journée                      | Juventus FC                                                                      | 4 - 1   | Torino FC            |                                                                              |                                                                              |
| Samedi 4 juillet 2020 17:15 CEST | (Cuadrado ) Dybala 3e · (Ronaldo ) Cuadrado 29e · Ronaldo 61e · Djidji 87e (csc) | (2 - 1) | 45+6e (pen.) Belotti | Allianz Stadium, Turin Spectateurs : 0 (Huis clos) Arbitrage : Fabio Maresca | Allianz Stadium, Turin Spectateurs : 0 (Huis clos) Arbitrage : Fabio Maresca |
| Samedi 4 juillet 2020 17:15 CEST | Bonucci 26e · Pjanić 39e · de Ligt 45+5e · Dybala 70e                            | Rapport | 58e Izzo · 60e Aina  | Allianz Stadium, Turin Spectateurs : 0 (Huis clos) Arbitrage : Fabio Maresca | Allianz Stadium, Turin Spectateurs : 0 (Huis clos) Arbitrage : Fabio Maresca |

| 31e journée                     | AC Milan                                                                                                 | 4 - 2   | Juventus FC                          |                                                                                  |                                                                                  |
| Mardi 7 juillet 2020 21:45 CEST | Ibrahimović 62e (pen.) · (Ibrahimović ) Kessié 66e · (Rebić ) Rafael Leão 67e · (Bonaventura ) Rebić 80e | (0 - 0) | 47e Rabiot · 53e Ronaldo (Cuadrado ) | Stade Giuseppe-Meazza, Milan Spectateurs : 0 (Huis clos) Arbitrage : Marco Guida | Stade Giuseppe-Meazza, Milan Spectateurs : 0 (Huis clos) Arbitrage : Marco Guida |
| Mardi 7 juillet 2020 21:45 CEST | Paquetá 31e · Bennacer 36e · Rebić 59e · Conti 73e                                                       | Rapport | 62e Bonucci                          | Stade Giuseppe-Meazza, Milan Spectateurs : 0 (Huis clos) Arbitrage : Marco Guida | Stade Giuseppe-Meazza, Milan Spectateurs : 0 (Huis clos) Arbitrage : Marco Guida |

| 32e journée                       | Juventus FC                                  | 2 - 2   | Atalanta Bergame                                |                                                                                 |                                                                                 |
| Samedi 11 juillet 2020 21:45 CEST | Ronaldo 55e (pen.) · Ronaldo 90e (pen.)      | (0 - 1) | 16e Zapata (Gómez ) · 80e Malinovskyi (Muriel ) | Allianz Stadium, Turin Spectateurs : 0 (Huis clos) Arbitrage : Piero Giacomelli | Allianz Stadium, Turin Spectateurs : 0 (Huis clos) Arbitrage : Piero Giacomelli |
| Samedi 11 juillet 2020 21:45 CEST | Bernardeschi 10e · Cuadrado 29e · Rabiot 73e | Rapport | 61e Pašalić · 88e Hateboer                      | Allianz Stadium, Turin Spectateurs : 0 (Huis clos) Arbitrage : Piero Giacomelli | Allianz Stadium, Turin Spectateurs : 0 (Huis clos) Arbitrage : Piero Giacomelli |

| 33e journée                         | US Sassuolo                                                     | 3 - 3   | Juventus FC                                                                |                                                                              |                                                                              |
| Mercredi 15 juillet 2020 21:45 CEST | (Caputo ) Đuričić 29e · Berardi 51e · (Berardi ) Caputo 54e     | (1 - 2) | 5e Danilo (Pjanić ) · 12e Higuaín (Pjanić ) · 64e Alex Sandro (Bentancur ) | Mapei Stadium, Sassuolo Spectateurs : 0 (Huis clos) Arbitrage : Paolo Valeri | Mapei Stadium, Sassuolo Spectateurs : 0 (Huis clos) Arbitrage : Paolo Valeri |
| Mercredi 15 juillet 2020 21:45 CEST | Magnanelli 42e · Kyriakópoulos 53e · Berardi 58e · Bourabia 90e | Rapport | 45+2e Bernardeschi · 61e Ronaldo · 81e Bonucci · 90+5e Ramsey              | Mapei Stadium, Sassuolo Spectateurs : 0 (Huis clos) Arbitrage : Paolo Valeri | Mapei Stadium, Sassuolo Spectateurs : 0 (Huis clos) Arbitrage : Paolo Valeri |

| 34e journée                      | Juventus FC                                       | 2 - 1   | SS Lazio            |                                                                               |                                                                               |
| Lundi 20 juillet 2020 21:45 CEST | Ronaldo 51e (pen.) · (Dybala ) Ronaldo 54e (pen.) | (0 - 0) | 83e (pen.) Immobile | Allianz Stadium, Turin Spectateurs : 0 (Huis clos) Arbitrage : Daniele Orsato | Allianz Stadium, Turin Spectateurs : 0 (Huis clos) Arbitrage : Daniele Orsato |
| Lundi 20 juillet 2020 21:45 CEST | Alex Sandro 60e · Bonucci 82e · Danilo 88e        | Rapport | 37e Anderson        | Allianz Stadium, Turin Spectateurs : 0 (Huis clos) Arbitrage : Daniele Orsato | Allianz Stadium, Turin Spectateurs : 0 (Huis clos) Arbitrage : Daniele Orsato |

| 35e journée                      | Udinese Calcio                                    | 2 - 1   | Juventus FC              |                                                                                |                                                                                |
| Jeudi 23 juillet 2020 19:30 CEST | (Sema ) Nestorovski 52e · (Rodrigo ) Fofana 90+4e | (0 - 1) | 42e de Ligt              | Dacia Arena, Udine Spectateurs : 0 (Huis clos) Arbitrage : Massimiliano Irrati | Dacia Arena, Udine Spectateurs : 0 (Huis clos) Arbitrage : Massimiliano Irrati |
| Jeudi 23 juillet 2020 19:30 CEST | Troost-Ekong 20e · Zeegelaar 68e                  | Rapport | 1e Ramsey · 83e Cuadrado | Dacia Arena, Udine Spectateurs : 0 (Huis clos) Arbitrage : Massimiliano Irrati | Dacia Arena, Udine Spectateurs : 0 (Huis clos) Arbitrage : Massimiliano Irrati |

| 36e journée                         | Juventus FC                                               | 2 - 0   | UC Sampdoria                                                  |                                                                                   |                                                                                   |
| Dimanche 26 juillet 2020 21:45 CEST | (Pjanić ) Ronaldo 45+7e · Bernardeschi 67e                | (1 - 0) |                                                               | Allianz Stadium, Turin Spectateurs : 0 (Huis clos) Arbitrage : Francesco Fourneau | Allianz Stadium, Turin Spectateurs : 0 (Huis clos) Arbitrage : Francesco Fourneau |
| Dimanche 26 juillet 2020 21:45 CEST | Pjanić 45e · Bernardeschi 69e · Cuadrado 80e · Rabiot 86e | Rapport | 45+2e, 77e Thorsby · 45+6e Tonelli · 65e Jankto · 88e Depaoli | Allianz Stadium, Turin Spectateurs : 0 (Huis clos) Arbitrage : Francesco Fourneau | Allianz Stadium, Turin Spectateurs : 0 (Huis clos) Arbitrage : Francesco Fourneau |

| 37e journée                         | Cagliari Calcio                                      | 2 - 0   | Juventus FC |                                                                                  |                                                                                  |
| Mercredi 29 juillet 2020 21:45 CEST | (Mattiello ) Gagliano 8e · (Gagliano ) Simeone 45+2e | (2 - 0) |             | Sardegna Arena, Cagliari Spectateurs : 0 (Huis clos) Arbitrage : Davide Ghersini | Sardegna Arena, Cagliari Spectateurs : 0 (Huis clos) Arbitrage : Davide Ghersini |
| Mercredi 29 juillet 2020 21:45 CEST | Rog 17e · João Pedro 64e                             | Rapport | 24e Pjanić  | Sardegna Arena, Cagliari Spectateurs : 0 (Huis clos) Arbitrage : Davide Ghersini | Sardegna Arena, Cagliari Spectateurs : 0 (Huis clos) Arbitrage : Davide Ghersini |

| 38e journée                     | Juventus FC          | 1 - 3   | AS Rome                                                              |                                                                                |                                                                                |
| Samedi 1er août 2020 20:45 CEST | (Rabiot ) Higuaín 5e | (1 - 2) | 23e Kalinić (Perotti ) · 44e (pen.) Perotti · 52e Perotti (Zaniolo ) | Allianz Stadium, Turin Spectateurs : 0 (Huis clos) Arbitrage : Gianluca Rocchi | Allianz Stadium, Turin Spectateurs : 0 (Huis clos) Arbitrage : Gianluca Rocchi |
| Samedi 1er août 2020 20:45 CEST | Rugani 21e           | Rapport | 40e Smalling · 45+1e Perotti · 54e Cristante · 90+4e Fazio           | Allianz Stadium, Turin Spectateurs : 0 (Huis clos) Arbitrage : Gianluca Rocchi | Allianz Stadium, Turin Spectateurs : 0 (Huis clos) Arbitrage : Gianluca Rocchi |

### Coupe d'Italie

#### Phase finale

##### Huitièmes de finale
| Match aller simple                 | Juventus FC                                                                                  | 4 - 0   | Udinese Calcio |                                                                            |                                                                            |
| Mercredi 15 janvier 2020 20:45 CET | (Dybala ) Higuaín 16e · Dybala 26e (pen.) · (Higuaín ) Dybala 57e · Douglas Costa 61e (pen.) | (2 - 0) |                | Allianz Stadium, Turin Spectateurs : 39 524 Arbitrage : Gianluca Aureliano | Allianz Stadium, Turin Spectateurs : 39 524 Arbitrage : Gianluca Aureliano |
| Mercredi 15 janvier 2020 20:45 CET |                                                                                              | Rapport | 60e Nuytinck   | Allianz Stadium, Turin Spectateurs : 39 524 Arbitrage : Gianluca Aureliano | Allianz Stadium, Turin Spectateurs : 39 524 Arbitrage : Gianluca Aureliano |

##### Quarts de finale
| Match aller simple                 | Juventus FC                                                             | 3 - 1   | AS Rome          |                                                                         |                                                                         |
| Mercredi 22 janvier 2020 20:45 CET | (Higuaín ) Ronaldo 26e · Bentancur 38e · (Douglas Costa ) Bonucci 45+2e | (3 - 0) | 50e (csc) Buffon | Allianz Stadium, Turin Spectateurs : 37 035 Arbitrage : Gianluca Rocchi | Allianz Stadium, Turin Spectateurs : 37 035 Arbitrage : Gianluca Rocchi |
| Mercredi 22 janvier 2020 20:45 CET | Higuaín 64e · Matuidi 80e                                               | Rapport | 31e Cristante    | Allianz Stadium, Turin Spectateurs : 37 035 Arbitrage : Gianluca Rocchi | Allianz Stadium, Turin Spectateurs : 37 035 Arbitrage : Gianluca Rocchi |

##### Demi-finale
| Match aller                     | AC Milan                                                                               | 1 - 1   | Juventus FC          |                                                                            |                                                                            |
| Jeudi 13 février 2020 20:45 CET | (Samu Castillejo ) Rebić 61e                                                           | (1 - 1) | 90+1e (pen.) Ronaldo | Stade Giuseppe-Meazza, Milan Spectateurs : 72 738 Arbitrage : Paolo Valeri | Stade Giuseppe-Meazza, Milan Spectateurs : 72 738 Arbitrage : Paolo Valeri |
| Jeudi 13 février 2020 20:45 CET | Ibrahimović 29e · Hernandez 42e, 71e · Kessié 58e · Samu Castillejo 69e · Calabria 90e | Rapport | 30e Ramsey           | Stade Giuseppe-Meazza, Milan Spectateurs : 72 738 Arbitrage : Paolo Valeri | Stade Giuseppe-Meazza, Milan Spectateurs : 72 738 Arbitrage : Paolo Valeri |

| Match retour                     | Juventus FC              | 0 - 0   | AC Milan              |                                                                               |                                                                               |
| Vendredi 12 juin 2020 21:00 CEST |                          | (0 - 0) |                       | Allianz Stadium, Turin Spectateurs : 0 (Huis-clos) Arbitrage : Daniele Orsato | Allianz Stadium, Turin Spectateurs : 0 (Huis-clos) Arbitrage : Daniele Orsato |
| Vendredi 12 juin 2020 21:00 CEST | Pjanić 43e · Khedira 74e | Rapport | 16e Conti · 16e Rebić | Allianz Stadium, Turin Spectateurs : 0 (Huis-clos) Arbitrage : Daniele Orsato | Allianz Stadium, Turin Spectateurs : 0 (Huis-clos) Arbitrage : Daniele Orsato |

##### Finale

###### Composition du match
| Match                          | Joueurs titulaires | Joueurs entrés en cours de jeu               |
| ------------------------------ | --- | -------------------------------------------- |
| Juventus FC - SS Lazio 4-3-1-2 | Buffon Cuadrado (85e) - de Ligt - Bonucci - Alex Sandro Bentancur - Pjanić (74e) - Matuidi Douglas Costa (66e) - Dybala - Ronaldo | Danilo (66e) Bernardeschi (74e) Ramsey (85e) |

| Match aller simple               | SSC Naples                              | 0 - 0 4 - 2 t. a. b. | Juventus FC                        |                                                                                      |                                                                                      |
| Mercredi 17 juin 2020 21:00 CEST |                                         | (0 - 0)              |                                    | Stade olympique de Rome, Rome Spectateurs : 0 (Huis-clos) Arbitrage : Daniele Doveri | Stade olympique de Rome, Rome Spectateurs : 0 (Huis-clos) Arbitrage : Daniele Doveri |
| Mercredi 17 juin 2020 21:00 CEST | Mário Rui 77e                           | Rapport              | 51e Bonucci · 83e Dybala ·         | Stade olympique de Rome, Rome Spectateurs : 0 (Huis-clos) Arbitrage : Daniele Doveri | Stade olympique de Rome, Rome Spectateurs : 0 (Huis-clos) Arbitrage : Daniele Doveri |
| Mercredi 17 juin 2020 21:00 CEST | Insigne · Politano · Maksimović · Milik | Tirs au but 4 - 2    | Dybala · Danilo · Bonucci · Ramsey | Stade olympique de Rome, Rome Spectateurs : 0 (Huis-clos) Arbitrage : Daniele Doveri | Stade olympique de Rome, Rome Spectateurs : 0 (Huis-clos) Arbitrage : Daniele Doveri |

### Ligue des champions

#### Phase de groupes

##### Compositions des matchs
| Match                                      | Joueurs titulaires | Joueurs entrés en cours de jeu                 |                                        | Match | Joueurs titulaires                               | Joueurs entrés en cours de jeu |
| ------------------------------------------ | --- | ---------------------------------------------- | -------------------------------------- | --- | ------------------------------------------------ | ------------------------------ |
| Atlético de Madrid - Juventus FC 4-3-3     | Szczęsny Danilo - Bonucci - de Ligt - Alex Sandro Khedira (69e) - Pjanić (87e) - Matuidi Cuadrado - Higuaín (80e) - Ronaldo | Bentancur (69e) Dybala (80e) Ramsey (87e)      | Juventus FC - Bayer Leverkusen 4-3-1-2 | Szczęsny Cuadrado - Bonucci - de Ligt - Alex Sandro Khedira (74e) - Pjanić - Matuidi Bernardeschi (78e) Higuaín (83e) - Ronaldo | Bentancur (74e) Ramsey (78e) Dybala (83e)        |                                |
| Juventus FC - Lokomotiv Moscou 4-3-1-2     | Szczęsny Cuadrado - Bonucci - de Ligt - Alex Sandro Khedira (48e) - Pjanić - Matuidi (65e) Bentancur Dybala (81e) - Ronaldo | Higuaín (48e) Rabiot (65e) Bernardeschi (81e)  | Lokomotiv Moscou - Juventus FC 4-3-1-2 | Szczęsny Danilo - Bonucci - Rugani - Alex Sandro Khedira (70e) - Pjanić - Rabiot Ramsey (64e) Higuaín - Ronaldo (82e)           | Bentancur (64e) Douglas Costa (70e) Dybala (82e) |                                |
| Juventus FC - Atlético de Madrid 4-1-2-1-2 | Szczęsny Danilo - Bonucci - de Ligt - De Sciglio Pjanić Bentancur (86e) - Matuidi Ramsey (63e) Dybala (76e) - Ronaldo       | Bernardeschi (63e) Higuaín (76e) Khedira (86e) | Bayer Leverkusen - Juventus FC 4-3-1-2 | Buffon Danilo - Demiral - Rugani - De Sciglio Cuadrado (93e) - Pjanić - Rabiot (85e) Bernardeschi (66e) Higuaín - Ronaldo       | Dybala (66e) Matuidi (85e) Muratore (93e)        |                                |

##### Matchs aller
| 1re journée                           | Atlético de Madrid                             | 2 - 2   | Juventus FC                                          |                                                                             |                                                                             |
| Mercredi 18 septembre 2019 21:00 CEST | (Giménez ) Savić 70e · (Trippier ) Herrera 90e | (0 - 0) | 48e Cuadrado (Higuaín ) · 65e Matuidi (Alex Sandro ) | Wanda Metropolitano, Madrid Spectateurs : 66 283 Arbitrage : Danny Makkelie | Wanda Metropolitano, Madrid Spectateurs : 66 283 Arbitrage : Danny Makkelie |
| Mercredi 18 septembre 2019 21:00 CEST | Diego Costa 83e                                |         | 15e Matuidi · 71e Cuadrado                           | Wanda Metropolitano, Madrid Spectateurs : 66 283 Arbitrage : Danny Makkelie | Wanda Metropolitano, Madrid Spectateurs : 66 283 Arbitrage : Danny Makkelie |

| 2e journée                        | Juventus FC                                            | 3 - 0   | Bayer Leverkusen |                                                                        |                                                                        |
| Mardi 1er octobre 2019 21:00 CEST | Higuaín 17e · Bernardeschi 61e · (Dybala ) Ronaldo 88e | (1 - 0) |                  | Allianz Stadium, Turin Spectateurs : 34 525 Arbitrage : William Collum | Allianz Stadium, Turin Spectateurs : 34 525 Arbitrage : William Collum |
| Mardi 1er octobre 2019 21:00 CEST | Cuadrado 55e                                           |         | 19e Aránguiz     | Allianz Stadium, Turin Spectateurs : 34 525 Arbitrage : William Collum | Allianz Stadium, Turin Spectateurs : 34 525 Arbitrage : William Collum |

| 3e journée                       | Juventus FC                         | 2 - 1   | Lokomotiv Moscou             |                                                                                 |                                                                                 |
| Mardi 22 octobre 2019 21:00 CEST | (Cuadrado ) Dybala 77e · Dybala 79e | (0 - 1) | 30e Miranchuk                | Allianz Stadium, Turin Spectateurs : 38 547 Arbitrage : Anastasios Sidiropoulos | Allianz Stadium, Turin Spectateurs : 38 547 Arbitrage : Anastasios Sidiropoulos |
| Mardi 22 octobre 2019 21:00 CEST | Matuidi 17e · Cuadrado 68e          |         | 72e Krychowiak · 90e Barinov | Allianz Stadium, Turin Spectateurs : 38 547 Arbitrage : Anastasios Sidiropoulos | Allianz Stadium, Turin Spectateurs : 38 547 Arbitrage : Anastasios Sidiropoulos |

##### Matchs retour
| 4e journée                         | Lokomotiv Moscou | 1 - 2   | Juventus FC                                |                                                                 |                                                                 |
| Mercredi 6 novembre 2019 18:55 CET | Miranchuk 12e    | (1 - 1) | 3e Ramsey · 90+3e Douglas Costa (Higuaín ) | RZD Arena, Moscou Spectateurs : 26 861 Arbitrage : Ruddy Buquet | RZD Arena, Moscou Spectateurs : 26 861 Arbitrage : Ruddy Buquet |
| Mercredi 6 novembre 2019 18:55 CET | Rybus 83e        |         | 39e Leonardo Bonucci · 90+3e Douglas Costa | RZD Arena, Moscou Spectateurs : 26 861 Arbitrage : Ruddy Buquet | RZD Arena, Moscou Spectateurs : 26 861 Arbitrage : Ruddy Buquet |

| 5e journée                       | Juventus FC   | 1 - 0   | Atlético de Madrid                                    |                                                                        |                                                                        |
| Mardi 26 novembre 2019 21:00 CET | Dybala 45+2e  | (1 - 0) |                                                       | Allianz Stadium, Turin Spectateurs : 40 486 Arbitrage : Anthony Taylor | Allianz Stadium, Turin Spectateurs : 40 486 Arbitrage : Anthony Taylor |
| Mardi 26 novembre 2019 21:00 CET | Bentancur 35e |         | 32e Hermoso · 40e Renan Lodi · 52e Saúl · 58e Herrera | Allianz Stadium, Turin Spectateurs : 40 486 Arbitrage : Anthony Taylor | Allianz Stadium, Turin Spectateurs : 40 486 Arbitrage : Anthony Taylor |

| 6e journée                          | Bayer Leverkusen | 0 - 2   | Juventus FC                           |                                                                      |                                                                      |
| Mercredi 11 décembre 2019 21:00 CET |                  | (0 - 0) | 75e Ronaldo (Dybala ) · 90+2e Higuaín | BayArena, Leverkusen Spectateurs : 29 542 Arbitrage : Benoît Bastien | BayArena, Leverkusen Spectateurs : 29 542 Arbitrage : Benoît Bastien |

#### Phase finale

##### Compositions des matchs
| Match                                  | Joueurs titulaires | Joueurs entrés en cours de jeu                |                                        | Match | Joueurs titulaires                                          | Joueurs entrés en cours de jeu |
| -------------------------------------- | --- | --------------------------------------------- | -------------------------------------- | --- | ----------------------------------------------------------- | ------------------------------ |
| Olympique lyonnais - Juventus FC 4-3-3 | Szczęsny Danilo - de Ligt - Bonucci - Alex Sandro Bentancur - Pjanić (62e) - Rabiot (78e) Cuadrado (70e) - Dybala - Ronaldo | Ramsey (62e) Higuaín (70e) Bernardeschi (78e) | Juventus FC - Olympique lyonnais 4-4-2 | Szczęsny Cuadrado (70e) - de Ligt - Bonucci - Alex Sandro Bernardeschi (71e) - Bentancur - Pjanić (60e) - Rabiot Higuaín - Ronaldo | Ramsey (60e) Danilo (70e) Dybala (71e) (84e) Olivieri (84e) |                                |

##### Huitièmes de finale
| Match aller                        | Olympique lyonnais       | 1 - 0   | Juventus FC |                                                                                  |                                                                                  |
| Mercredi 26 février 2020 21:00 CET | (Aouar ) Tousart 31e     | (1 - 0) |             | Parc Olympique lyonnais, Lyon Spectateurs : 57 335 Arbitrage : Jesús Gil Manzano | Parc Olympique lyonnais, Lyon Spectateurs : 57 335 Arbitrage : Jesús Gil Manzano |
| Mercredi 26 février 2020 21:00 CET | Marcelo 28e · Cornet 61e |         |             | Parc Olympique lyonnais, Lyon Spectateurs : 57 335 Arbitrage : Jesús Gil Manzano | Parc Olympique lyonnais, Lyon Spectateurs : 57 335 Arbitrage : Jesús Gil Manzano |

| Match retour                    | Juventus FC                                      | 2 - 1   | Olympique lyonnais                                                                                       |                                                                             |                                                                             |
| Vendredi 7 août 2020 21:00 CEST | Ronaldo 43e (pen.) · (Bernardeschi ) Ronaldo 60e | (1 - 1) | 12e (pen.) Depay                                                                                         | Allianz Stadium, Turin Spectateurs : 0 (Huis-clos) Arbitrage : Felix Zwayer | Allianz Stadium, Turin Spectateurs : 0 (Huis-clos) Arbitrage : Felix Zwayer |
| Vendredi 7 août 2020 21:00 CEST | Cuadrado 31e · Bentancur 44e                     |         | 19e Aouar · 38e Dubois · 42e Depay · 76e Anthony Lopes · 79e Cornet · 87e Caqueret · 89e Fernando Marçal | Allianz Stadium, Turin Spectateurs : 0 (Huis-clos) Arbitrage : Felix Zwayer | Allianz Stadium, Turin Spectateurs : 0 (Huis-clos) Arbitrage : Felix Zwayer |

### Supercoupe d'Italie

#### Composition du match
| Match                          | Joueurs titulaires | Joueurs entrés en cours de jeu                  |
| ------------------------------ | --- | ----------------------------------------------- |
| Juventus FC - SS Lazio 4-3-1-2 | Szczęsny De Sciglio (55e) - Demiral - Bonucci - Alex Sandro Bentancur - Pjanić - Matuidi (76e) Dybala Higuaín (66e) - Ronaldo | Cuadrado (55e) Ramsey (66e) Douglas Costa (76e) |

| Match aller simple                  | Juventus FC                       | 1 - 3   | SS Lazio                                                                   |                                                                       |                                                                       |
| Dimanche 22 décembre 2019 17:45 CET | Dybala 45e                        | (1 - 1) | 16e Luis Alberto (Milinković-Savić ) · 73e Lulić (Parolo ) · 90+4e Cataldi | Stade KSU, Riyad Spectateurs : 23 361 Arbitrage : Gianpaolo Calvarese | Stade KSU, Riyad Spectateurs : 23 361 Arbitrage : Gianpaolo Calvarese |
| Dimanche 22 décembre 2019 17:45 CET | Matuidi 9e · Bentancur 48e, 90+3e | Report  | 34e Lucas Leiva · 58e Luis Alberto · 90+1e Cataldi                         | Stade KSU, Riyad Spectateurs : 23 361 Arbitrage : Gianpaolo Calvarese | Stade KSU, Riyad Spectateurs : 23 361 Arbitrage : Gianpaolo Calvarese |

## Statistiques

### Statistiques individuelles
| : Le ou les joueur(s) ayant joué le plus de matchs. : Le ou les joueur(s) ayant marqué le plus de buts. : Le ou les joueur(s) ayant fait le plus de passes décisives. |

|       | But inscrit | Passe décisive | Averti | Carton rouge |    | But inscrit | Passe décisive | Averti | Carton rouge |   | But inscrit | Passe décisive | Averti | Carton rouge |   | But inscrit | Passe décisive | Averti | Carton rouge |   | But inscrit | Passe décisive | Averti | Carton rouge |    |     |   |
| 1     |             | Szczęsny       | 29     | -            | -  | 1           | -              | -      | -            | - | -           | -              | 7      | -            | - | -           | -              | 1      | -            | - | -           | -              | 37     | -            | -  | 1   | - |
| 2     |             | De Sciglio     | 9      | -            | -  | 1           | -              | 1      | -            | - | -           | -              | 2      | -            | - | -           | -              | 1      | -            | - | -           | -              | 13     | -            | -  | 1   | - |
| 3     |             | Chiellini      | 4      | 1            | -  | -           | -              | -      | -            | - | -           | -              | -      | -            | - | -           | -              | -      | -            | - | -           | -              | 4      | 1            | -  | -   | - |
| 4     |             | de Ligt        | 29     | 4            | -  | 5           | -              | 4      | -            | - | -           | -              | 6      | -            | - | -           | -              | -      | -            | - | -           | -              | 39     | 4            | -  | 5   | - |
| 5     |             | Pjanić         | 30     | 3            | 6  | 10          | -              | 4      | -            | - | 1           | -              | 8      | -            | - | -           | -              | 1      | -            | - | -           | -              | 43     | 3            | 6  | 11  | - |
| 6     |             | Khedira        | 12     | -            | 1  | 3           | -              | 1      | -            | - | 1           | -              | 5      | -            | - | -           | -              | -      | -            | - | -           | -              | 18     | -            | 1  | 4   | - |
| 7     |             | Ronaldo        | 33     | 31           | 5  | 3           | -              | 4      | 2            | - | -           | -              | 8      | 4            | - | -           | -              | 1      | -            | - | -           | -              | 46     | 37           | 5  | 3   | - |
| 8     |             | Ramsey         | 24     | 3            | 1  | 2           | -              | 4      | -            | - | 1           | -              | 6      | 1            | - | -           | -              | 1      | -            | - | -           | -              | 35     | 4            | 1  | 3   | - |
| 10    |             | Dybala         | 33     | 11           | 6  | 5           | -              | 4      | 2            | 1 | 1           | -              | 8      | 3            | 2 | -           | -              | 1      | 1            | - | -           | -              | 46     | 17           | 9  | 6   | - |
| 11    |             | Douglas Costa  | 23     | 1            | 4  | 1           | -              | 4      | 1            | 1 | -           | -              | 1      | 1            | - | 1           | -              | 1      | -            | - | -           | -              | 29     | 3            | 5  | 2   | - |
| 12    |             | Alex Sandro    | 29     | 1            | 3  | 4           | -              | 5      | -            | - | -           | -              | 6      | -            | 1 | -           | -              | 1      | -            | - | -           | -              | 41     | 1            | 4  | 4   | - |
| 13    |             | Danilo         | 22     | 2            | -  | 4           | 1              | 4      | -            | - | -           | -              | 6      | -            | - | -           | -              | -      | -            | - | -           | -              | 32     | 2            | -  | 4   | 1 |
| 14    |             | Matuidi        | 35     | -            | 2  | 2           | -              | 4      | -            | - | 1           | -              | 5      | 1            | - | 2           | -              | 1      | -            | - | 1           | -              | 45     | 1            | 2  | 6   | - |
| 15    |             | Pjaca          | -      | -            | -  | -           | -              | 1      | -            | - | -           | -              | -      | -            | - | -           | -              | -      | -            | - | -           | -              | 1      | -            | -  | -   | - |
| 16    |             | Cuadrado       | 33     | 2            | 5  | 7           | 1              | 5      | -            | - | -           | -              | 6      | 1            | 1 | 4           | -              | 1      | -            | - | -           | -              | 45     | 3            | 6  | 11  | 1 |
| 19    |             | Bonucci        | 35     | 3            | -  | 10          | -              | 4      | 1            | - | 1           | -              | 7      | -            | - | 1           | -              | 1      | -            | - | -           | -              | 47     | 4            | -  | 12  | - |
| 21    |             | Higuaín        | 32     | 8            | 4  | 2           | -              | 3      | 1            | 2 | 1           | -              | 8      | 2            | 2 | -           | -              | 1      | -            | - | -           | -              | 44     | 11           | 8  | 3   | - |
| 22    |             | Perin          | -      | -            | -  | -           | -              | -      | -            | - | -           | -              | -      | -            | - | -           | -              | -      | -            | - | -           | -              | -      | -            | -  | -   | - |
| 23    |             | Can            | 8      | -            | -  | 2           | -              | -      | -            | - | -           | -              | -      | -            | - | -           | -              | -      | -            | - | -           | -              | 8      | -            | -  | 2   | - |
| 24    |             | Rugani         | 10     | -            | -  | 2           | -              | 2      | -            | - | -           | -              | 2      | -            | - | -           | -              | -      | -            | - | -           | -              | 14     | -            | -  | 2   | - |
| 25    |             | Rabiot         | 28     | 1            | 1  | 7           | 1              | 4      | -            | - | -           | -              | 5      | -            | - | -           | -              | -      | -            | - | -           | -              | 37     | 1            | 1  | 7   | 1 |
| 28    |             | Demiral        | 6      | 1            | 1  | 1           | -              | -      | -            | - | -           | -              | 1      | -            | - | -           | -              | 1      | -            | - | -           | -              | 8      | 1            | 1  | 1   | - |
| 30    |             | Bentancur      | 30     | -            | 7  | 9           | -              | 5      | 1            | - | -           | -              | 7      | -            | - | 2           | -              | 1      | -            | - | 2           | 1              | 43     | 1            | 7  | 13  | 1 |
| 31    |             | Pinsoglio      | 1      | -            | -  | -           | -              | -      | -            | - | -           | -              | -      | -            | - | -           | -              | -      | -            | - | -           | -              | 1      | -            | -  | -   | - |
| 33    |             | Bernardeschi   | 29     | 1            | 1  | 6           | -              | 3      | -            | - | -           | -              | 6      | 1            | 1 | -           | -              | -      | -            | - | -           | -              | 38     | 2            | 2  | 6   | - |
| 35    |             | Olivieri       | 3      | -            | -  | -           | -              | -      | -            | - | -           | -              | 1      | -            | - | -           | -              | -      | -            | - | -           | -              | 4      | -            | -  | -   | - |
| 38    |             | Muratore       | 4      | -            | -  | -           | -              | -      | -            | - | -           | -              | 1      | -            | - | -           | -              | -      | -            | - | -           | -              | 5      | -            | -  | -   | - |
| 43    |             | Peeters        | 1      | -            | -  | -           | -              | -      | -            | - | -           | -              | -      | -            | - | -           | -              | -      | -            | - | -           | -              | 1      | -            | -  | -   | - |
| 44    |             | Vrioni         | 1      | -            | -  | -           | -              | -      | -            | - | -           | -              | -      | -            | - | -           | -              | -      | -            | - | -           | -              | 1      | -            | -  | -   | - |
| 46    |             | Zanimacchia    | 2      | -            | -  | -           | -              | -      | -            | - | -           | -              | -      | -            | - | -           | -              | -      | -            | - | -           | -              | 2      | -            | -  | -   | - |
| 47    |             | Frabotta       | 1      | -            | -  | -           | -              | -      | -            | - | -           | -              | -      | -            | - | -           | -              | -      | -            | - | -           | -              | 1      | -            | -  | -   | - |
| 77    |             | Buffon         | 9      | -            | -  | -           | -              | 5      | -            | - | -           | -              | 1      | -            | - | -           | -              | -      | -            | - | -           | -              | 15     | -            | -  | -   | - |
| Total | Total       | Total          | / 38   | 76*          | 45 | 87          | 3              | / 5    | 8            | 4 | 7           | -              | / 8    | 14           | 7 | 10          | -              | / 1    | 1            | - | 3           | 1              | / 52   | 99           | 58 | 107 | 4 |

### Statistiques des buteurs
| Rang | Nationalité | Joueur        | Championnat | Coupe d'Italie | Ligue des champions | Supercoupe d'Italie | Total |
| ---- | ----------- | ------------- | ----------- | -------------- | ------------------- | ------------------- | ----- |
| 1    |             | Ronaldo       | 31          | 2              | 4                   | -                   | 37    |
| 2    |             | Dybala        | 11          | 2              | 3                   | 1                   | 17    |
| 3    |             | Higuaín       | 8           | 1              | 2                   | -                   | 11    |
| 4    |             | Bonucci       | 3           | 1              | -                   | -                   | 4     |
| 4    |             | Ramsey        | 3           | -              | 1                   | -                   | 4     |
| 4    |             | de Ligt       | 4           | -              | -                   | -                   | 4     |
| 7    |             | Douglas Costa | 1           | 1              | 1                   | -                   | 3     |
| 7    |             | Cuadrado      | 2           | -              | 1                   | -                   | 3     |
| 7    |             | Pjanić        | 3           | -              | -                   | -                   | 3     |
| 10   |             | Bernardeschi  | 1           | -              | 1                   | -                   | 2     |
| 10   |             | Danilo        | 2           | -              | -                   | -                   | 2     |
| 12   |             | Alex Sandro   | 1           | -              | -                   | -                   | 1     |
| 12   |             | Bentancur     | -           | 1              | -                   | -                   | 1     |
| 12   |             | Chiellini     | 1           | -              | -                   | -                   | 1     |
| 12   |             | Demiral       | 1           | -              | -                   | -                   | 1     |
| 12   |             | Matuidi       | -           | -              | 1                   | -                   | 1     |
| 12   |             | Rabiot        | 1           | -              | -                   | -                   | 1     |

### Statistiques des passeurs
| Rang | Nationalité | Joueur        | Championnat | Coupe d'Italie | Ligue des champions | Supercoupe d'Italie | Total |
| ---- | ----------- | ------------- | ----------- | -------------- | ------------------- | ------------------- | ----- |
| 1    |             | Dybala        | 6           | 1              | 2                   | -                   | 9     |
| 2    |             | Higuaín       | 4           | 2              | 2                   | -                   | 8     |
| 3    |             | Bentancur     | 7           | -              | -                   | -                   | 7     |
| 4    |             | Cuadrado      | 5           | -              | 1                   | -                   | 6     |
| 4    |             | Pjanić        | 6           | -              | -                   | -                   | 6     |
| 6    |             | Douglas Costa | 4           | 1              | -                   | -                   | 5     |
| 6    |             | Ronaldo       | 5           | -              | -                   | -                   | 5     |
| 8    |             | Alex Sandro   | 3           | -              | 1                   | -                   | 4     |
| 9    |             | Bernardeschi  | 1           | -              | 1                   | -                   | 2     |
| 9    |             | Matuidi       | 2           | -              | -                   | -                   | 2     |
| 11   |             | Demiral       | 1           | -              | -                   | -                   | 1     |
| 11   |             | Khedira       | 1           | -              | -                   | -                   | 1     |
| 11   |             | Rabiot        | 1           | -              | -                   | -                   | 1     |
| 11   |             | Ramsey        | 1           | -              | -                   | -                   | 1     |

### Statistiques des gardiens
| Rang | Nationalité | Joueur    | Matchs | Clean sheet* | Buts encaissés |
| ---- | ----------- | --------- | ------ | ------------ | -------------- |
| 1    |             | Szczęsny  | 37     | 13           | 42             |
| 2    |             | Buffon    | 15     | 4            | 12             |
| 3    |             | Pinsoglio | -      | -            | -              |

## Cartons

### Cartons jaunes
| Numéro | Nationalité | Joueur        | Championnat | Coupe d'Italie | Ligue des champions | Supercoupe d'Italie | Total |
| ------ | ----------- | ------------- | ----------- | -------------- | ------------------- | ------------------- | ----- |
| 1      |             | Szczęsny      | 1           | -              | -                   | -                   | 1     |
| 2      |             | De Sciglio    | 1           | -              | -                   | -                   | 1     |
| 4      |             | de Ligt       | 5           | -              | -                   | -                   | 5     |
| 5      |             | Pjanić        | 10          | 1              | -                   | -                   | 11    |
| 6      |             | Khedira       | 3           | 1              | -                   | -                   | 4     |
| 7      |             | Ronaldo       | 3           | -              | -                   | -                   | 3     |
| 8      |             | Ramsey        | 2           | 1              | -                   | -                   | 3     |
| 10     |             | Dybala        | 5           | 1              | -                   | -                   | 6     |
| 11     |             | Douglas Costa | 1           | -              | 1                   | -                   | 2     |
| 12     |             | Alex Sandro   | 4           | -              | -                   | -                   | 4     |
| 13     |             | Danilo        | 4           | -              | -                   | -                   | 4     |
| 14     |             | Matuidi       | 2           | 1              | 2                   | 1                   | 6     |
| 16     |             | Cuadrado      | 7           | -              | 4                   | -                   | 11    |
| 19     |             | Bonucci       | 10          | 1              | 1                   | -                   | 12    |
| 21     |             | Higuaín       | 2           | 1              | -                   | -                   | 3     |
| 23     |             | Can           | 2           | -              | -                   | -                   | 2     |
| 24     |             | Rugani        | 2           | -              | -                   | -                   | 2     |
| 25     |             | Rabiot        | 7           | -              | -                   | -                   | 7     |
| 28     |             | Demiral       | 1           | -              | -                   | -                   | 1     |
| 30     |             | Bentancur     | 9           | -              | 2                   | 2                   | 13    |
| 33     |             | Bernardeschi  | 6           | -              | -                   | -                   | 6     |

### Cartons rouges
| Numéro | Nationalité | Joueur    | Championnat | Coupe d'Italie | Ligue des champions | Supercoupe d'Italie | Total |
| ------ | ----------- | --------- | ----------- | -------------- | ------------------- | ------------------- | ----- |
| 13     |             | Danilo    | 1           | -              | -                   | -                   | 1     |
| 16     |             | Cuadrado  | 1           | -              | -                   | -                   | 1     |
| 25     |             | Rabiot    | 1           | -              | -                   | -                   | 1     |
| 30     |             | Bentancur | -           | -              | -                   | 1                   | 1     |

## Penaltys
| Numéro | Nationalité | Joueur        | Date              | Compétition         | Journée               | Adversaire         | Temps | Résultat |
| ------ | ----------- | ------------- | ----------------- | ------------------- | --------------------- | ------------------ | ----- | -------- |
| 7      |             | Ronaldo       | 21 septembre 2019 | Serie A             | 4e journée            | Hellas Vérone      | 49e   | Réussi   |
| 10     |             | Dybala        | 26 octobre 2019   | Serie A             | 9e journée            | US Lecce           | 50e   | Réussi   |
| 7      |             | Ronaldo       | 30 octobre 2019   | Serie A             | 10e journée           | Genoa CFC          | 96e   | Réussi   |
| 7      |             | Ronaldo       | 1er décembre 2019 | Serie A             | 13e journée           | US Sassuolo        | 68e   | Réussi   |
| 7      |             | Ronaldo       | 6 janvier 2020    | Serie A             | 18e journée           | Cagliari Calcio    | 67e   | Réussi   |
| 7      |             | Ronaldo       | 12 janvier 2020   | Serie A             | 19e journée           | AS Rome            | 10e   | Réussi   |
| 10     |             | Dybala        | 15 janvier 2020   | Coupe d'Italie      | 8e de finale          | Udinese Calcio     | 26e   | Réussi   |
| 11     |             | Douglas Costa | 15 janvier 2020   | Coupe d'Italie      | 8e de finale          | Udinese Calcio     | 61e   | Réussi   |
| 7      |             | Ronaldo       | 2 février 2020    | Serie A             | 22e journée           | ACF Fiorentina     | 40e   | Réussi   |
| 7      |             | Ronaldo       | 2 février 2020    | Serie A             | 22e journée           | ACF Fiorentina     | 80e   | Réussi   |
| 7      |             | Ronaldo       | 13 février 2020   | Coupe d'Italie      | Demi-finale (aller)   | AC Milan           | 91e   | Réussi   |
| 7      |             | Ronaldo       | 12 juin 2020      | Coupe d'Italie      | Demi-finale (retour)  | AC Milan           | 16e   | Manqué   |
| 7      |             | Ronaldo       | 22 juin 2020      | Serie A             | 27e journée           | Bologne FC         | 23e   | Réussi   |
| 7      |             | Ronaldo       | 26 juin 2020      | Serie A             | 28e journée           | US Lecce           | 62e   | Réussi   |
| 7      |             | Ronaldo       | 11 juillet 2020   | Serie A             | 32e journée           | Atalanta Bergame   | 55e   | Réussi   |
| 7      |             | Ronaldo       | 11 juillet 2020   | Serie A             | 32e journée           | Atalanta Bergame   | 90e   | Réussi   |
| 7      |             | Ronaldo       | 20 juillet 2020   | Serie A             | 34e journée           | SS Lazio           | 51e   | Réussi   |
| 7      |             | Ronaldo       | 26 juillet 2020   | Serie A             | 37e journée           | UC Sampdoria       | 89e   | Manqué   |
| 7      |             | Ronaldo       | 7 août 2020       | Ligue des Champions | 8e de finale (retour) | Olympique Lyonnais | 43e   | Réussi   |

## Affluence à domicile
| : Matchs en Serie A : Matchs en Ligue des champions : Matchs en Coupe d'Italie |

| Classement | Adversaire         | Compétition    | Affluence | Référence | Affluence moyenne |
| ---------- | ------------------ | -------------- | --------- | --------- | ----------------- |
| 1          | Brescia Calcio     | Serie A        | 40 841    | [ 50 ]    | 39 216            |
| 2          | Cagliari Calcio    | Serie A        | 40 598    | [ 50 ]    | 39 216            |
| 3          | US Sassuolo        | Serie A        | 40 597    | [ 50 ]    | 39 216            |
| 4          | Atlético de Madrid | C1             | 40 486    | [ 51 ]    | 39 216            |
| 5          | AC Milan           | Serie A        | 40 478    | [ 50 ]    | 39 216            |
| 6          | Bologne FC         | Serie A        | 40 461    | [ 50 ]    | 39 216            |
| 7          | Hellas Vérone      | Serie A        | 39 945    | [ 50 ]    | 39 216            |
| 8          | Udinese Calcio     | Coupe d'Italie | 39 524    | [ 52 ]    | 39 216            |
| 9          | ACF Fiorentina     | Serie A        | 39 408    | [ 50 ]    | 39 216            |
| 10         | SSC Naples         | Serie A        | 39 203    | [ 50 ]    | 39 216            |
| 11         | Udinese Calcio     | Serie A        | 39 127    | [ 50 ]    | 39 216            |
| 12         | Genoa CFC          | Serie A        | 39 115    | [ 50 ]    | 39 216            |
| 13         | SPAL               | Serie A        | 38 995    | [ 50 ]    | 39 216            |
| 14         | Lokomotiv Moscou   | C1             | 38 547    | [ 53 ]    | 39 216            |
| 15         | Parme FC           | Serie A        | 37 790    | [ 50 ]    | 39 216            |
| 16         | AS Rome            | Coupe d'Italie | 37 035    | [ 54 ]    | 39 216            |
| 17         | Bayer Leverkusen   | C1             | 34 525    | [ 55 ]    | 39 216            |